# Cerro del Telégrafo (Ávila)
El cerro del Telégrafo (también conocido como Serrota) es el pico más alto de la sierra de La Serrota, situada al norte de la sierra de Gredos entre los ríos Adaja y Alberche, en España. El vértice geodésico Serrota, perteneciente al término municipal de Villatoro, situado en su cima se encuentra a una altitud de 2292,253 metros sobre el nivel del mar.
La ruta más fácil para acceder al pico, que toma 2 horas a pie, se realiza desde la localidad de Cepeda la Mora tomando el camino de la Hoyuela hacia el norte durante 4 km hasta llegar al Nevero y al Canto de la Oración. Desde allí se sigue la divisoria hacia el norte durante 2,5 km hasta llegar al vértice geodésico.